# 倪文一
倪文一（？—？），字元芳，宋末福建福安人。宋度宗咸淳四年進士，授安仁尉，鄰境的峒蠻打算叛變，他單騎到蠻營招撫而成功。蒙古人攻入宋朝，文一隱居不仕，拒絕元世祖的徵召。